# درو مكدونالد
درو مكدونالد (بالإنجليزية: Drew McDonald)‏ هو مصارع محترف بريطاني، ولد في 16 يونيو 1955 في بيرث في المملكة المتحدة، وتوفي في 9 فبراير 2015 بسبب سرطان.

## روابط خارجية
- درو مكدونالد على موقع CageMatch worker (الإنجليزية)
- درو مكدونالد على موقع قاعدة بيانات المصارعة على الإنترنت (الإنجليزية)